# Жанвіль-ан-Бос
Жанвіль-ан-Бос (фр. Janville-en-Beauce) — муніципалітет у Франції, у регіоні Центр — Долина Луари, департамент Ер і Луар. Жанвіль-ан-Бос утворено 1 січня 2019 року шляхом злиття муніципалітетів Аллен-Мервільє, Жанвіль i Ле-Пюїзе. Адміністративним центром муніципалітету є Жанвіль. Населення — 2512 осіб (01.01.2021).